# Catenanos
Catenanos são moléculas conectados como consequência de sua topologia.

## Introdução
Vindo a tona após o Prêmio Nobel de 2016 em Química sobre máquinas moleculares pelos autores Jean-Pierre Sauvage, Sir J. Fraser Stoddart e Bernard Feringa, Catenanos , assim como o rotaxano e outros, são moléculas ou íons que estão conectados como a consequência da sua topologia, esta conexão é análoga a chaves em um laço de chaves , conhecidas como arquiteturas moleculares mecanicamente intertravadas (Mechanically interlocked molecular architectures, ou MIMAs)
e consistindo em dois ou mais macrociclos. Na escala molecular estas moléculas interligadas não podem ser separadas com simples distorções e somente quebrados caso sejam rompidas as ligações covalentes dos macrociclos.
A síntese dessas estruturas emaranhadas se tornou eficiente graças a combinação da química supramolecular e a síntese tradicional, porém suas propriedades diferem tanto da montagem supramolecular e moléculas ligadas covalentemente, permitindo uma nova terminologia "Ligação mecânica" somente para esta classe de estruturas, as MIMAs.

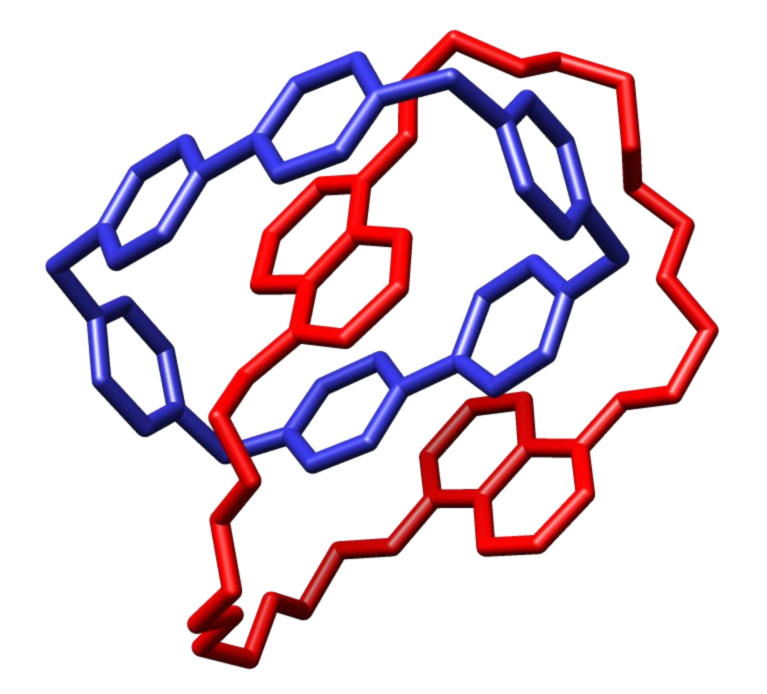

## História
Voltando a década de 60 , temos a primeira síntese de um catenano feita pelo grupo de pesquisa do professor Harry Wasserman. A sua estratégia era misturar uma molécula cíclica e uma longa cadeia linear em uma solução e assim amarrar as extremidades . Desta forma , sabendo que grande parte das moleculares lineares tornam-se anéis comuns era necessário que algumas sofressem uma ciclização enquanto passavam pelo anel, desse jeito , formou-se um anel duplo interligado , o primeiro catenano. O redimento era baixíssimo , métodos de alta complexidade , a produção era vista mais como uma curiosidade na química , levando muitos grupos a desistirem em meados da década de 80
A eficiência sintética dos catenanos foi melhorada pelo grupo do professor Jean-Pierre Sauvage que era da área da fotoquímica,  utilizou  modelos de complexos fotoquimicamente ativos, viu que havia similaridade com a cadeia molecular: duas moléculas entrelaçadas em torno de um íon de cobre  no centro. Com este insight, a pesquisa do professor teve uma mudança dramática. Usando o complexo fotoquímico , seu grupo de pesquisa construiu uma molécula em forma de anel e outra molécula em forma de "lua crescente", de modo que estes, seriam atraídos pelo íon ,que forneceria uma força coesiva para manter as moléculas. Na segunda etapa o grupo utilizou a química para "soldar" a molécula em forma de crescente com uma terceira molécula dando origem a um anel e a primeira ligação numa cadeia. Os pesquisadores poderiam então remover o íon de cobre, que tinha servido a sua finalidade. A parti desse experimento , cadeias moleculares foram mais que apenas curiosidade.
Jean-Pierre Sauvage  percebeu que as cadeias moleculares (catenanos) não eram apenas uma nova classe de moléculas, mas também o primeiro passo para a criação de uma máquina molecular. Para que uma máquina execute uma tarefa, ela deve consistir em várias partes que podem se mover em relação uma à outra. Os dois anéis interligados preencheram este requisito. Em 1994, o grupo de pesquisa de Jean-Pierre Sauvage também conseguiu produzir um catenano no qual um anel rodava, de forma controlada, uma volta ao redor do outro anel quando a energia era adicionada.
Em 1994 , professor Fraser stoddard teve sucesso na obtenção de catenanos usando interação atrativa entre sistemas de anéis aromáticos(macrociclos). O grupo do professor sintetizou catenanos com ate 5 anéis interligados , conhecido como "olympiadane"
Uma parte do desenvolvimento que resultou no premio nobel de química em 2016 tem sido o desenvolvimento de sistemas moleculares fora do equilíbrio. Desta forma estas moléculas artificiais realizam uma tarefa controlada .O motor molecular está quase no mesmo estágio que o motor elétrico foi na década de 1830, quando os pesquisadores orgulhosamente exibiam várias manivelas e rodas em seus laboratórios, sem ter qualquer ideia aonde isto poderia levar.

## Síntese
A síntese de catenanos e também de rotaxanos pode ser feita com bom rendimento através de "template effects ". Alguns destes são:
- π Donor - π Acceptor interaction
- coordenação de metal-ligantes
- ligações de hidrogênio
- interações hidrofóbicas

## Aplicações
Algumas das possíveis aplicações destas estruturas estão no campo da nanotecnologia , eletrônica molecular , máquinas moleculares , sensores entre outros. Estes materiais podem ser estimulados por agentes externos de forma controlada abrindo uma janela de aplicações.